# Toumani Camara
Toumani Camara (Bruxelles, 8 maggio 2000) è un cestista belga, di ruolo ala grande, professionista nella NBA con i Portland T. Blazers.

## Carriera
Dopo aver trascorso la carriera universitaria tra Georgia Bulldogs e Dayton Flyers, nel 2023 viene selezionato al Draft NBA con la cinquantaduesima scelta assoluta dai Phoenix Suns.
Il 27 Settembre approda ai Portland Trail Blazers nell'ambito dello scambio che porta Jusuf Nurkić, Nassir Little e Keon Johnson ai Suns e Deandre Ayton in Oregon.

## Statistiche

### College
| Anno      | Squadra          | PG  | PT  | MP   | TC%  | 3P%  | TL%  | RP  | AP  | PRP | SP  | PP   |
| --------- | ---------------- | --- | --- | ---- | ---- | ---- | ---- | --- | --- | --- | --- | ---- |
| 2019-2020 | Georgia Bulldogs | 32  | 23  | 24,0 | 49,4 | 17,2 | 62,5 | 4,3 | 0,7 | 0,6 | 0,6 | 6,6  |
| 2020-2021 | Georgia Bulldogs | 25  | 25  | 28,4 | 48,6 | 26,3 | 62,1 | 7,7 | 1,6 | 1,2 | 1,1 | 12,8 |
| 2021-2022 | Dayton Flyers    | 34  | 34  | 27,2 | 51,0 | 33,8 | 59,1 | 6,9 | 1,6 | 0,8 | 0,8 | 10,9 |
| 2022-2023 | Dayton Flyers    | 34  | 34  | 30,0 | 54,6 | 36,3 | 66,9 | 8,6 | 1,7 | 1,2 | 0,8 | 13,9 |
| Carriera  | Carriera         | 125 | 116 | 27,4 | 51,3 | 30,7 | 63,1 | 6,9 | 1,4 | 1,0 | 0,8 | 11,0 |

### NBA

#### Regular Season
| Anno      | Squadra             | PG  | PT  | MP   | TC%  | 3P%  | TL%  | RP  | AP  | PRP | SP  | PP   |
| --------- | ------------------- | --- | --- | ---- | ---- | ---- | ---- | --- | --- | --- | --- | ---- |
| 2023-2024 | Portland T. Blazers | 70  | 49  | 24,8 | 45,0 | 33,7 | 75,8 | 4,9 | 1,2 | 0,9 | 0,5 | 7,5  |
| 2024-2025 | Portland T. Blazers | 78  | 78  | 32,7 | 45,8 | 37,5 | 72,2 | 5,8 | 2,2 | 1,5 | 0,6 | 11,3 |
| Carriera  | Carriera            | 148 | 127 | 29,0 | 45,5 | 36,3 | 73,8 | 5,4 | 1,8 | 1,2 | 0,6 | 9,5  |

## Palmarès
- NBA All-Defensive Team: 1

Second Team: 2025